# Aeroportul Municipal Cut Bank
Aeroportul Municipal Cut Bank (IATA: CTB, ICAO: KCTB, FAA LID: CTB) este un aeroport din Montana, Statele Unite ale Americii ce deservește zona Cut Bank⁠(d). A fost numit după zona deservită.
Situat la o altitudine de 1.175 m, aeroportul dispune de 2 piste.

## Infrastructură

### Piste
Aeroportul dispune de 2 piste. Pista 05/23 are suprafața de asfalt și dimensiunile 5.300 picioare × 75 picioare. Pista 14/32 are suprafața de asfalt și dimensiunile 5.300 picioare × 75 picioare. 